# Le Règne du feu (jeu vidéo)
Le Règne du feu (Reign of Fire) est un jeu vidéo d'action-aventure développé par Kuju Entertainment et édité par Bam! Entertainment, sorti en 2002 sur GameCube, PlayStation 2, Xbox et Game Boy Advance.
Il est adapté du film du même nom.

## Accueil
- Jeuxvideo.com : 10/20 (PS2)[1] - 10/20 (PS2)[2]